# SN 1988B
SN 1988B – supernowa typu Ia odkryta 18 stycznia 1988 roku w galaktyce NGC 3191. W momencie odkrycia miała maksymalną jasność 15,50m.